# Christian Sarauw (språkforskare)
Christian Preben Emil Sarauw, född den 19 september 1865 på Petersværft, död den 22 november 1925 i Köpenhamn var en dansk språkforskare, bror til Georg F.L. Sarauw, brorson till Christian Frederik Conrad Sarauw.
Sarauw, som blev student 1883, cand. mag. 1889, Dr. phil 1900 ("Irske Studier"), blev 1908 docent i tyska språket och litteraturen vid universitetet och 1916 professor. Redan 1914 hade han blivit medlem av Videnskabernes Selskab. 
Han utvecklade en betydande vetenskaplig verksamhet, skrev talrika avhandlingar från den homeriska textkritikens och den keltiska, slaviska och semitiska språkforskningens område i danska och utländska tidskrifter.
Särskilt vann hans två i Videnskabernes Selskabs skrifter offentliggjorda uppsatser: Die Entstehungsgeschichte des Goethischen Faust (1918) och Goethes Augen (1919), samt Goethe's Faust i Aarene 1788—89 (1919) allmänt erkännande.
De sågs också i Tyskland som självständiga, på djupgående studier grundade bidrag till Goetheforskningen. Bland Sarauws övrigs arbeten kan nämnas Niederdeutsche Forschungen (1921—24) och Das niederdeutsche Spiel von Theophilus (1923).